# Licuala cordata
Licuala cordata là loài thực vật có hoa thuộc họ Arecaceae. Loài này được Becc. mô tả khoa học đầu tiên năm 1886. Đây là một loài cọ quạt đặc hữu ở miền trung  của bang Sarawak, Malaysia.